# Athlete: Ore ga kare ni oboreta hibi
 (août 2021).
Pour plus de détails, voir Fiche technique et Distribution.
Athlete: Ore ga kare ni oboreta hibi (アスリート 〜俺が彼に溺れた日々〜) est un film japonais réalisé par Takamasa Ōe, sorti en 2019.

## Synopsis
Kohei, un ancien nageur, vit avec sa fille et sa femme jusqu'à ce que celle-ci demande le divorce. Il rencontre Yutaka, un jeune homme homosexuel dont il tombe amoureux.

## Fiche technique
- Titre : Athlete: Ore ga kare ni oboreta hibi
- Titre original : アスリート 〜俺が彼に溺れた日々〜
- Réalisation : Takamasa Ōe
- Scénario : Yasutoshi Murakawa
- Musique : Kohei Shigemori
- Pays :  Japon
- Format : couleur - 1,85:1
- Genre : Drame et romance
- Durée : 85 minutes
- Dates de sortie : 
  - Japon : 26 juillet 2019[1]

## Distribution
- Joe Nakamura : Kohei
- Yohdi Kondo : Yutaka
- Yoshiaki Umegaki

## Diffusion
Le film a été présenté dans plusieurs festivals dont le Rainbow Reel Tokyo et Taoyun Film Festival. Il est sorti au Japon le 26 juillet 2019 à Kichijōji et Tokyo avant d'être programmé le à partir du 3 août à Osaka, Nagoya et Himeji,.
En juin 2020, le film est sorti à l'international sur la plate-forme Gagaoolala avec des sous-titres anglais, chinois, thaï et indonésien,.